# خط اصلی هایلند
خط اصلی هایلند (انگلیسی: Highland Main Line) یک خط راه‌آهن در اسکاتلند است.
این خط که دارای ۱۰ ایستگاه است در ایستگاه راه‌آهن پرت شروع و در ایستگاه راه‌آهن اینورنس به پایان می‌رسد.